# بيل فارمر (لاعب كرة قاعدة)
بيل فارمر (بالإنجليزية: Bill Farmer)‏ هو لاعب كرة قاعدة أمريكي، ولد في 13 فبراير 1864 في فيلادلفيا في الولايات المتحدة، وتوفي بنفس المكان في 9 فبراير 1928.

## وصلات خارجية
- بيل فارمر على موقعبيزبول رفرنس.كوم (الدوري الرئيسي) (الإنجليزية)